# Władysław Szpilman
Władysław Szpilman (Sosnowiec, 1911. december 5. – Varsó, 2000. július 6.) világhírű, zsidó származású lengyel zongoraművész, zeneszerző.

## Élete
Władysław Szpilman zongoristaként dolgozott a Lengyel Rádiónál, míg a németek 1939-ben le nem rohanták Lengyelországot, és el nem foglalták Varsót. A németek létrehozták a városban a gettót, és a családjával ő is a varsói gettóba kényszerült, ahol eleinte egy kávézóban zongoristaként dolgozott, majd fizikai munkát végzett. A zsidóság megsemmisítését jelentő holokauszt elől elmenekült, és Varsó különböző helyein bujkálva várta a háború végét.
Túlélése Wilm Hosenfeld német századosnak köszönhető, aki szégyellte országa náci nézeteit. Hosenfeld látta el étellel és menedékkel, amíg a szovjetek fel nem szabadították Varsót. Hosenfeld később egy szovjet munkatáborban halt meg.
Miután véget ért a háború, Szpilman folytatta zenész tevékenységét. Az egyik legtermékenyebb zeneszerzővé vált Lengyelországban.
1945-ben, a háború vége után nem sokkal megírta túlélésének történetét. A könyvet Lengyelországban adta ki, Śmierć Miasta (A város halála) címmel. A könyvet erősen cenzúrázta a kommunista hatalom, aminek nem tetszett a háború ilyen értelmezése, és csak kis példányszámban adták ki.

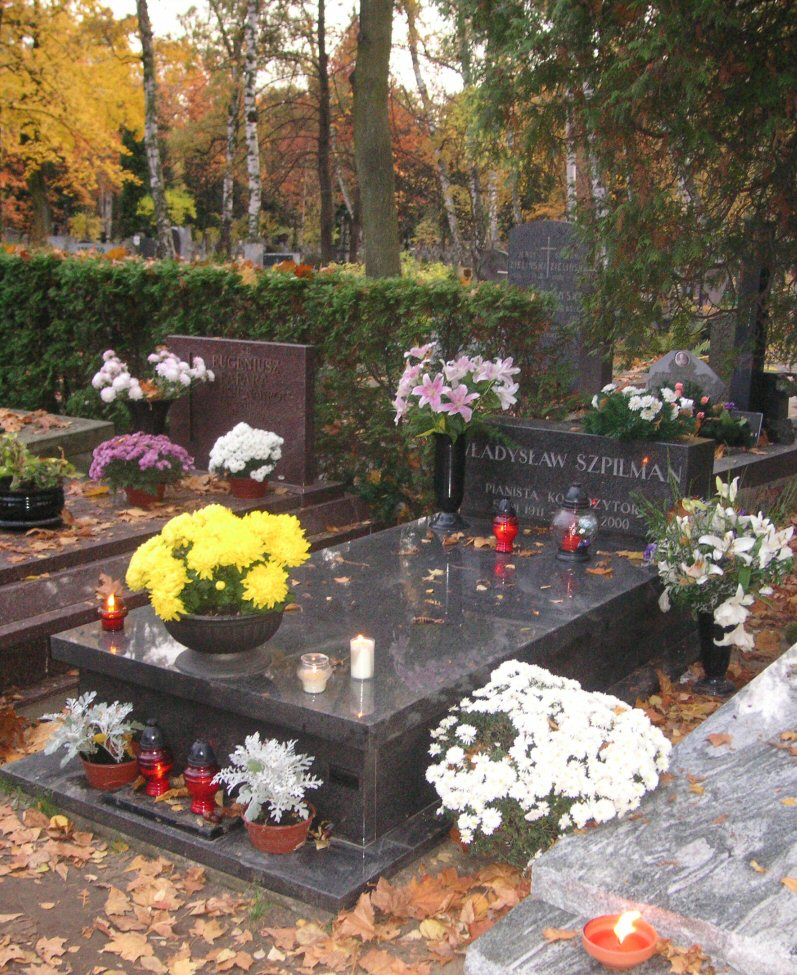
Władysław Szpilman sírja a Powazki Temetőben Varsóban

Szpilman életrajza 50 évig nem került újra kiadásra, mígnem 1998-ban megjelent angolul (és sok más nyelven is) A zongorista címmel.

## Film
2002-ben a lengyel származású Roman Polański rendezésében film készült Szpilman életrajzi regényéből hasonló címmel (A zongorista). Szpilmant Adrien Brody, míg Hosenfeldet Thomas Kretschmann alakítja. A film elnyerte a legjobb férfi főszerepért, a legjobb rendezésért és a legjobb adaptált forgatókönyvért járó Oscar-díjat.

## Magyarul
- A zongorista; ford. Körner Gábor; Európa, Bp., 2002